# Andreas Oberleitner (Orientalist)
Andreas Oberleitner OSB (* 12. Januar 1789 in Angern an der March; † 10. Juni 1832 in Wien; eigentlich Franz Xaver Oberleitner) war ein österreichischer Benediktiner und Orientalist.
Er war der jüngere Bruder des Musikers und Komponisten Andreas Oberleitner.

## Leben
Oberleitner, der Sohn eines Verwalters in Diensten der Familie Kinsky, ging zunächst in Gaunersdorf in die Schule, wurde mit zehn Jahren aber bei den Wiener Sängerknaben aufgenommen und besuchte das Gymnasium zu St. Anna und später die philosophischen Jahrgänge in Wien. 1807 trat er in das Schottenstift ein, absolvierte 1808 bis 1812 das Studium der Theologie an der Universität Wien und wurde 1812 zum Priester geweiht. Im gleichen Jahr war er Studienpräfekt im Kloster. Von 1813 bis 1816 unterrichtete er am Schottengymnasium die ersten Humanitätsklassen. Gleichzeitig besuchte er an der Universität Vorlesungen über die arabische, syrische und chaldäische Sprache beim maronitischen Priester Anton Aryda. Als dieser 1816 nach Syrien zurückkehrte, wurde Oberleitner an dessen Stelle zum Professor für orientalische Sprachen und biblische Exegese berufen. 1817 promovierte er zum Doktor der Theologie. In den Jahren 1818/1819, 1819/1820 und 1825/1826 war er Dekan der Katholisch-Theologischen Fakultät. Ab 1823 bekleidete er auch das Amt des Universitätsarchivars. 1832 verstarb er unerwartet mit erst 43 Jahren.
Als Orientalist erwarb sich Oberleitner einen ausgezeichneten Ruf. Seine Lehrbücher stellten bedeutende Leistungen dar und waren wegen ihres zweckmäßigen Aufbaus beliebte Hilfsmittel.

## Werke
- Joannis Jahn Elementa aramaicae seu chaldaeo-syriacae linguae, latine reddita, et nonnullis accessionibus aucta. Wien 1820.
- Fundamenta linguae arabicae. Wien 1822.
- Chrestomathia arabica una cum glossario arabico-latino. 2 Bände. Wien 1823–1824.
- Chrestomathia syriaca una cum glossario syriaco-latino. 2 Bände. Wien 1826–1827.